# S Nedem dobře, s Homerem nejlíp
S Nedem dobře, s Homerem nejlíp (v anglickém originále Better Off Ned) je 16. díl 31. řady (celkem 678.) amerického animovaného seriálu Simpsonovi. Scénář napsali Joel H. Cohen a Jeff Westbrook na námět Al Jean a díl režíroval Rob Oliver. V USA měl premiéru dne 15. března 2020 na stanici Fox Broadcasting Company a v Česku byl poprvé vysílán 20. října 2020 na stanici Prima Cool. Díl byl srdečně věnován památce herce Maxe von Sydowa, který zemřel 8. března 2020 a dříve hostoval v dílu Válka umění jako Klaus Ziegler.

## Děj
Děda Simpson ve Springfieldském domově důchodců vypráví Bartovi válečné historky a vystřelí si z něj nefunkčním granátem, který mu následně půjčí.
Bart granát vezme na školní shromáždění a vystřelí si z přítomných, stejně jako to udělal děda. Přítomní utíkají a jsou přivoláni hasiči a sanitky. Ned Flanders skočí na granát, aby se obětoval, a Bart odhalí, že šlo jen o žert. Školní inspektor Chalmers chce Barta vyloučit ze školy, ale Ned zasáhne a dobrovolně na něj dohlíží.
V domě Flandersových Bart zkouší Nedovu trpělivost. Ned ho vezme na ryby – Bartovi se podaří chytit rybu a Ned ho učí, jak ji upéct na ohni. Bart se také přidá ke sboru v kostele a všichni blahopřejí Nedovi k Bartovu napravení, zatímco Homer žárlí.
Homer, který se cítí zbytečný, chodí smutně po městě, dokud na Springfieldské skládce nenajde smutného Nelsona, který pláče kvůli rodinné situaci. Homer ho vezme do Krusty Burgeru a nabídne mu, že by se stal jeho mentorem, aby Bart žárlil. Když si Líza všimne problémů, které nastávají, požádá Homera, aby zašel na psychoterapii. Homer jde k terapeutce, nesouhlasí však s jejími metodami. Poté jde za Nelsonem a potká jeho matku, která se ho vyptává, zda Nelsona opustí, stejně jako všichni ostatní muži v minulosti, již mu zlomili srdce.
Když Homer vysvětlí situaci Nelsonovi, Nelson připravuje plán, jak si vybít zlost na synovi Homera, Bartovi. Na Křesťanském průvodu hrdosti se proto snaží aktivovat spínač sepnutí mechanických rukou, kterým plánuje rozdrtit Barta. Homer zahlédne Nelsona a včas odstrčí Barta, modlící se ruce tudíž sevřou Homera. Bart se projede s Homerem v sanitce, což jejich oblíbená zábava. Homer se poté omluví Nelsonovi a navrhne mu z sebe náhradu – Neda.

## Kritika
Dennis Perkins, kritik The A.V. Clubu, ohodnotil díl hodnocením C− a uvedl: „S Nedem dobře, s Homerem nejlíp není jen mizerná půlhodina (…) Simpsonových, je to dvojité namáčení ve stejném předpokladu. Vážně se jedná o mizernou epizodu – vyzněla nedůležitě, zlehčovala krutost a stínila kreativní vyčerpanost.“
Tony Sokol, kritik Den of Geek, ohodnotil epizodu 3 z 5 hvězdiček.
Dne 28. července 2020 byl tento díl nominován na cenu Primetime Emmy za vynikající výkon ve voiceoveru Nancy Cartwrightové, která v původním znění nadabovala Barta, Nelsona, Ralpha a Todda.